# Досифей (Богданович-Любимский)
Архиепи́скоп Досифе́й (Богдано́вич-Любимский; ум. 23 марта 1736, Курск) — епископ Русской православной церкви, архиепископ Белгородский и Обоянский.

## Биография
Родился в польском селе Любине близ города Яворов в семье королевского надворного служителя.
Образование получил в Киевских школах.
В 1711 году пострижен в монашество и назначен строителем Почарского монастыря в Стародубовском полку.
18 декабря 1718 года прибыл в Санкт-Петербург и был принят в доме царицы Прасковьи Фёдоровны (жены царя Ивана V Алексеевича).
В 1721 года отправлен в Мекленбург к герцогине Екатерине Ивановне.
В 1724 году назначен обер-иеромонахом в Рижский корпус, но в связи с выводом войск из Риги туда не поехал.
В 1727 году (по другим источникам — в 1725 году) назначен архимандритом Звенигородского Савво-Сторожевского монастыря.
В 1730 году был участником конференции Правительственного Сената с Святейшим Синодом по вопросу увеличения числа синодальных членов.
6 августа 1731 года хиротонисан во епископа Белгородского и Обоянского. 28 ноября 1731 года возведён в сан архиепископа.
Назначение преосвященного Досифея в Белгород, как человека образованного, имело своей целью в первую очередь поддерживать соответствующий порядок в открытых его предшественником учебных заведениях епархии. И он оправдал возлагавшиеся на него надежды. С первых же дней он изучил жизнь вверенных ему учебных заведений и о всех нуждах их подробно доложил Святейшему Синоду.
Но пастырская ревность архиепископа Досифея увлекала иногда его за пределы архиерейских полномочий. Однажды он взялся за дело выселения евреев, что не входило в сферу деятельности духовной власти. За это дело Святейший Синод потребовал от него объяснений. Другим противозаконным шагом в деятельности архиепископа было предание вечной анафеме архимандрита и игумена двух харьковских монастырей за то, что они без его разрешения уехали в Петербург с жалобой на архипастыря. В своём донесении Святейшему Синоду о случившемся он употребил недостойные архипастыря выражения и даже кляузы.
За такие действия Синод в сентябре 1733 года отстранил архиепископа Досифея от управления епархией. В 1734 году Священным Синодом была создана следственная комиссия по жалобам на архиепископа Досифея, в которую входил, в частности, Феофан (Трофимович). После доклада комиссии он был сослан в Курский Знаменский монастырь, где и скончался 23 марта 1736 года, где и был погребён.